# Bazar de Vakil

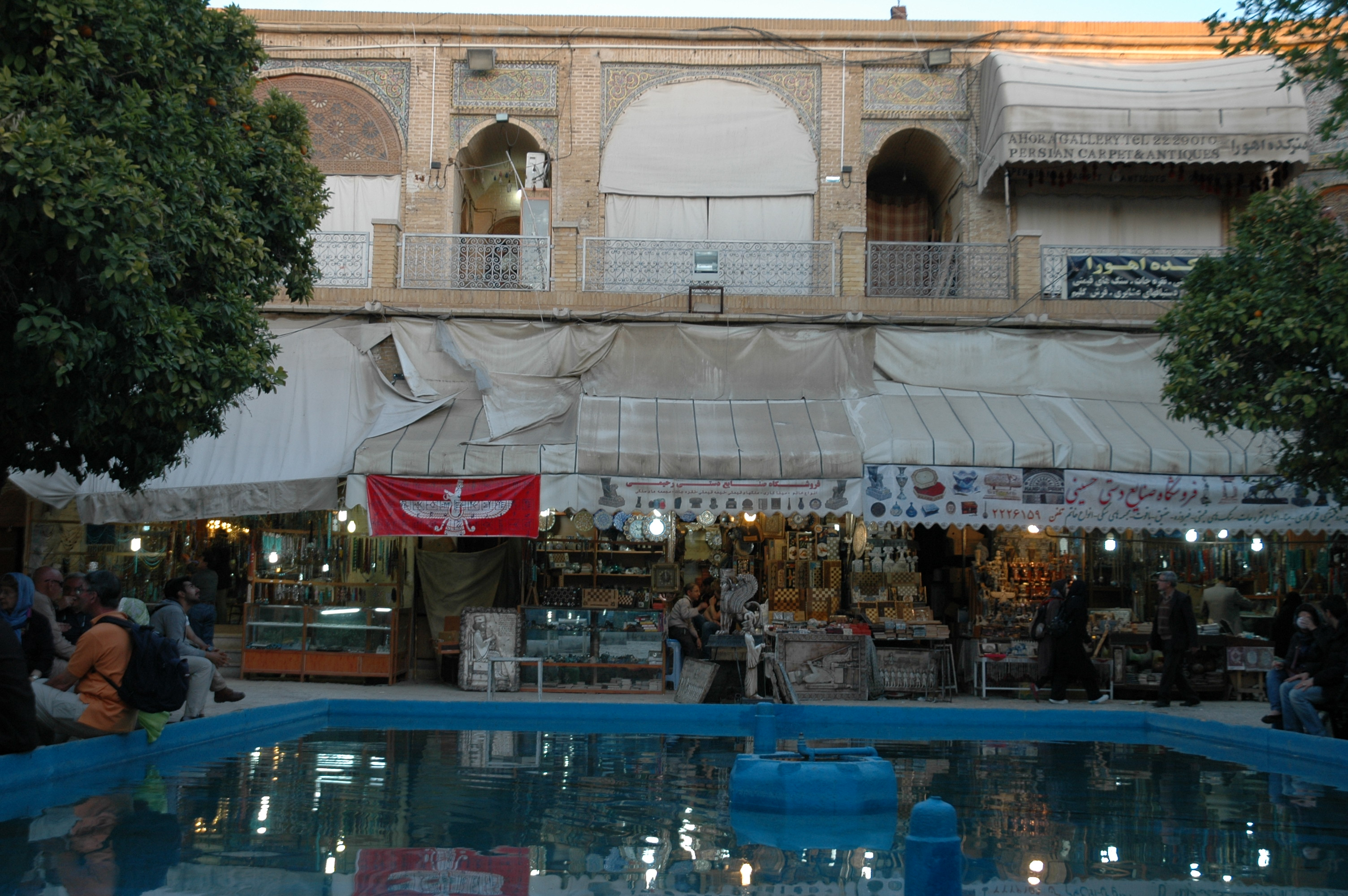
Bazar de Vakil, Chiraz
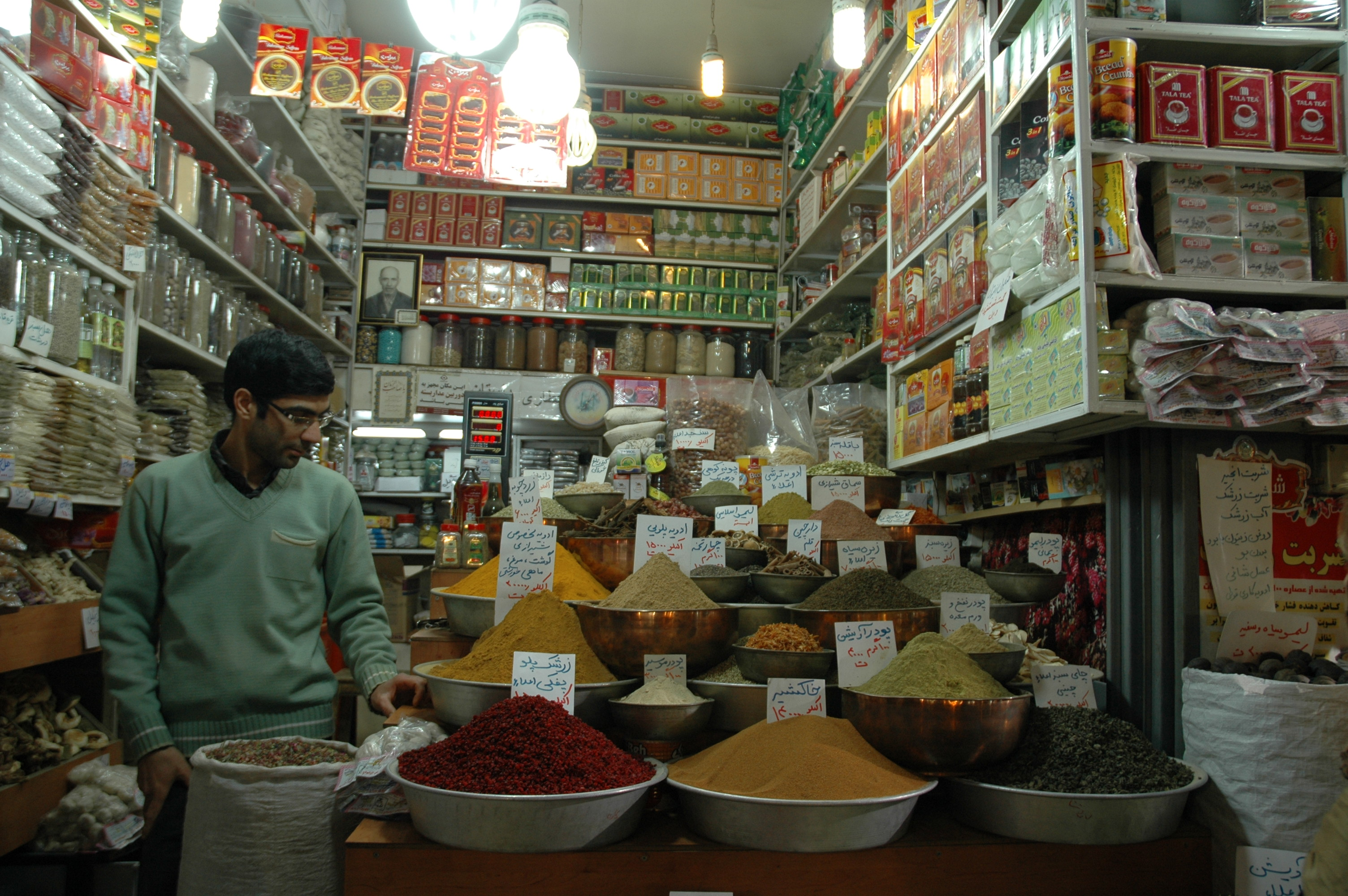
Bazar de Vakil, Chiraz
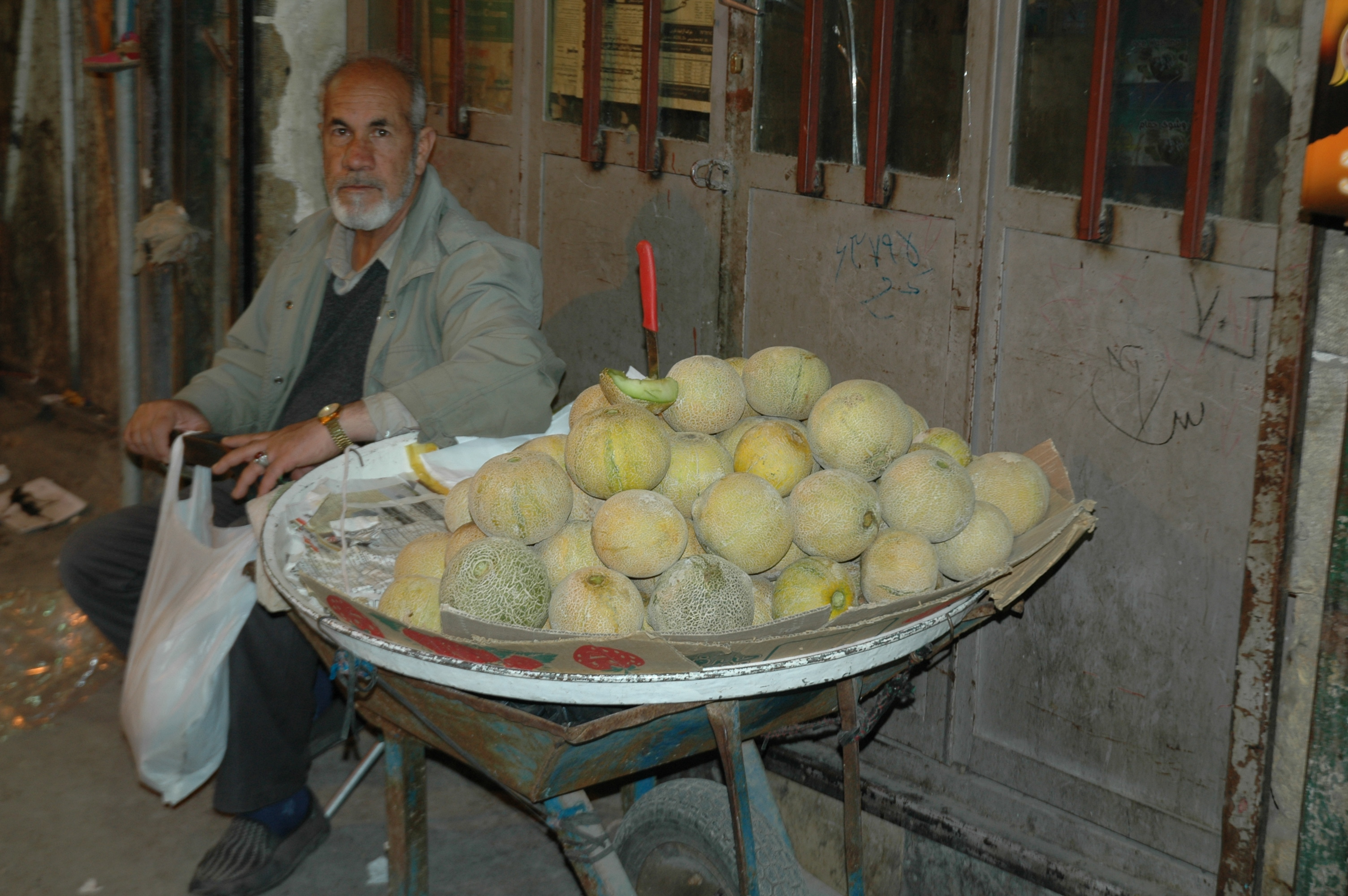
Bazar de Vakil, Chiraz
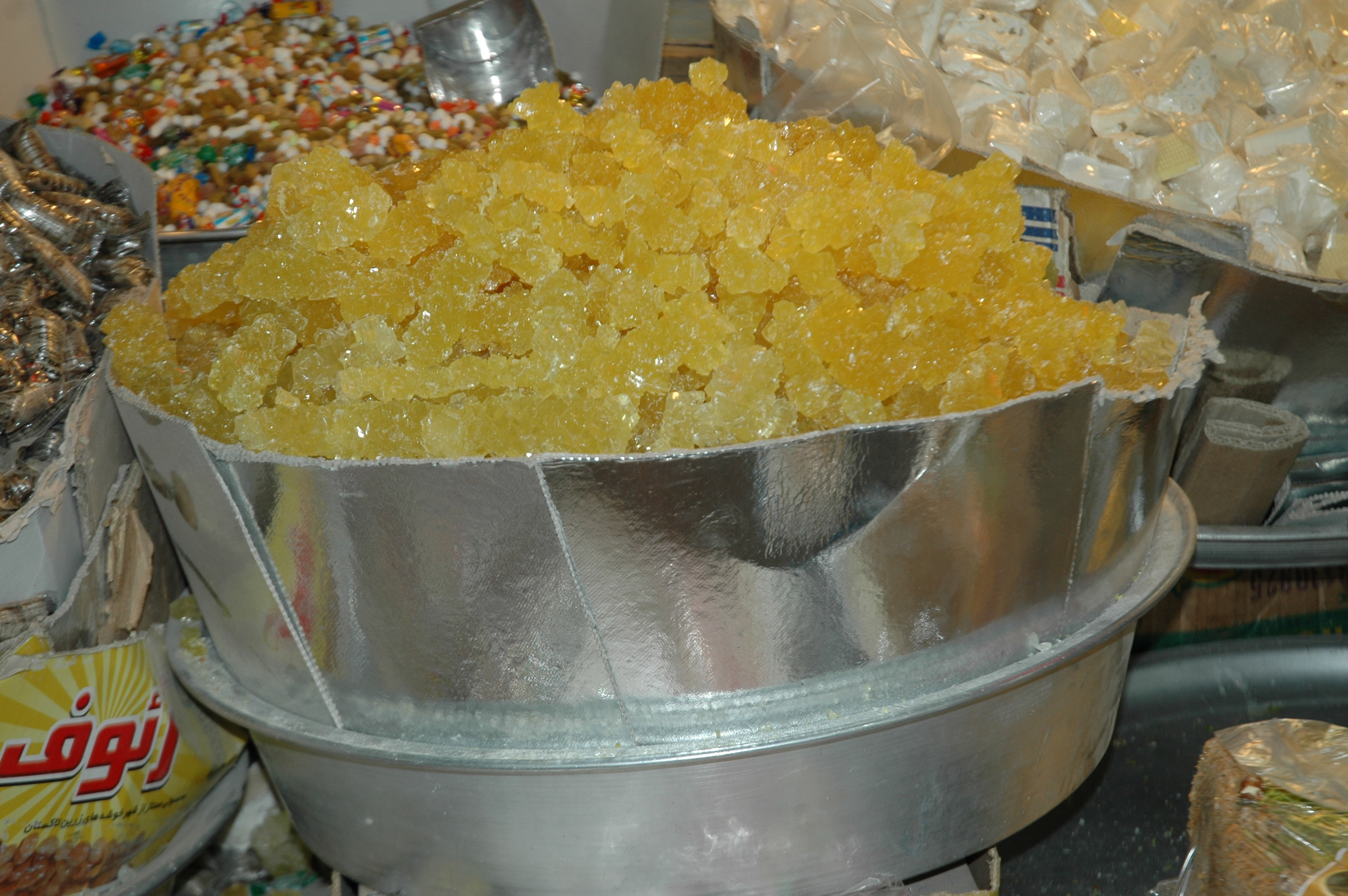
Bazar de Vakil, Chiraz
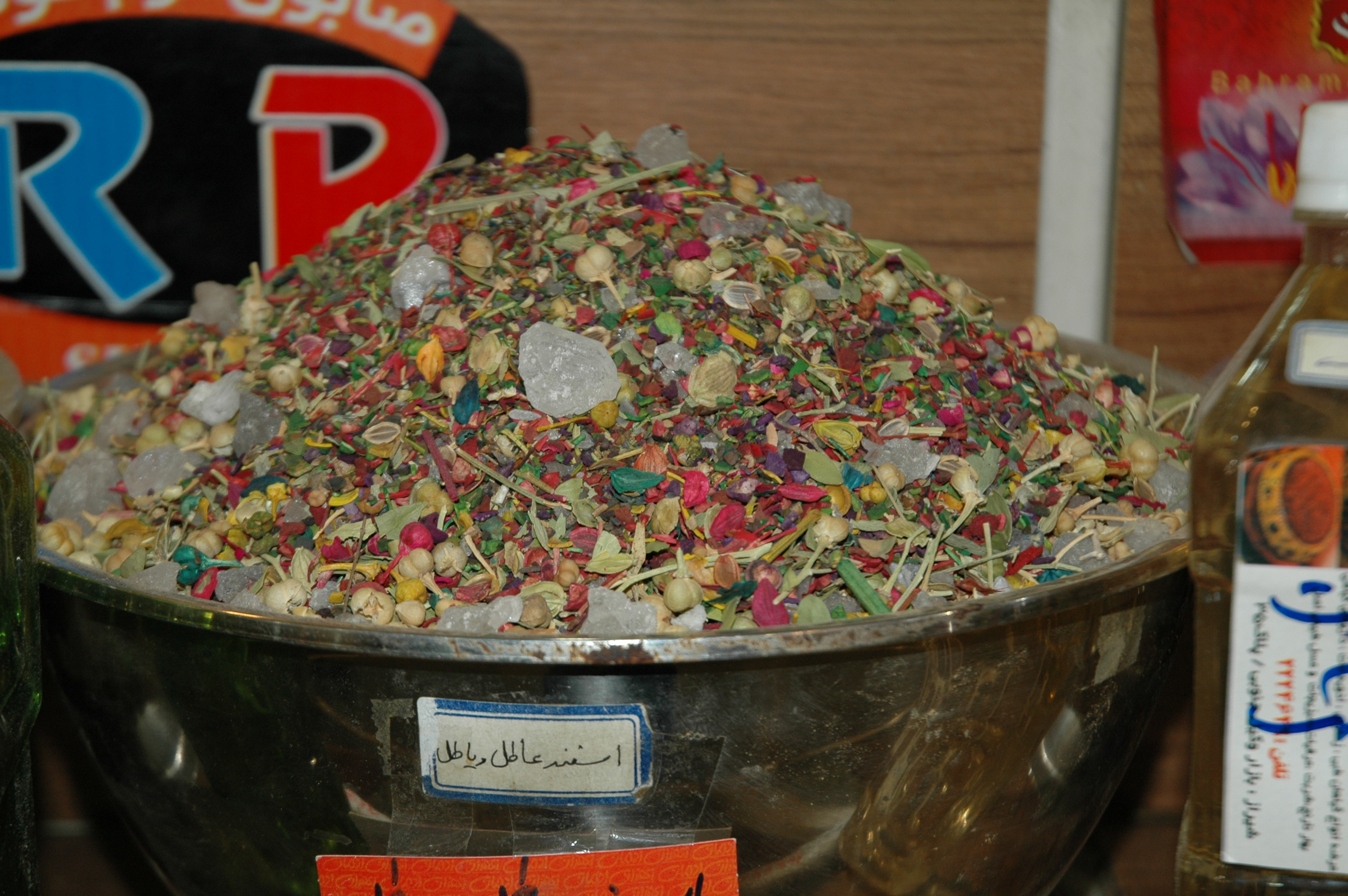

Le bazar de Vakil (persan : بازار وکیل, Bāzār-e Vakil) est le bazar principal de la ville de Chiraz, dans la province du Fars en Iran. Situé dans le centre historique de la ville, il a été renommé au XVIIIe siècle d'après le titre Vakil (signifiant « régent ») du shah Muhammad Karim Khân.

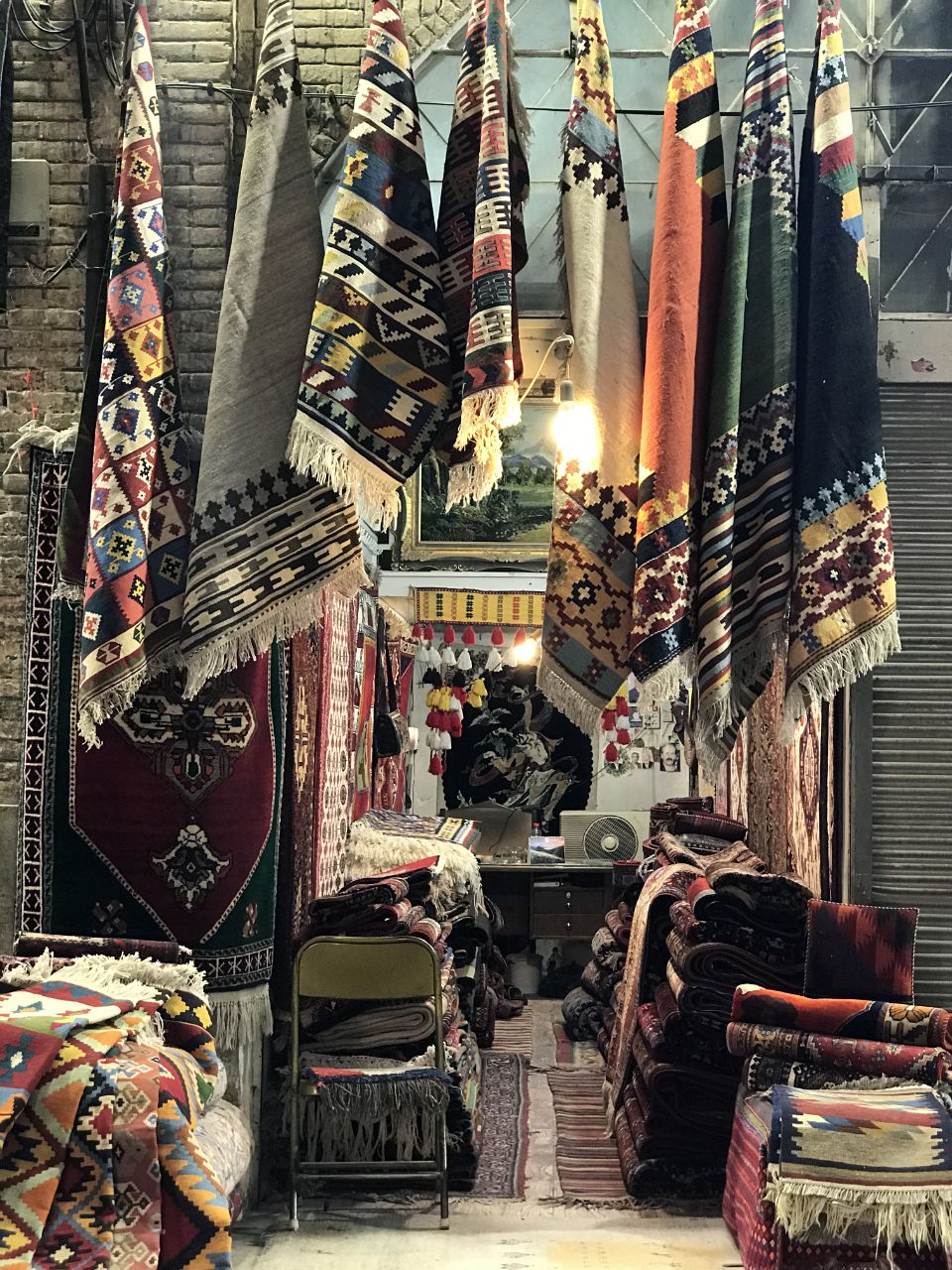
Le magasin de tapis dans le bazar Vakil

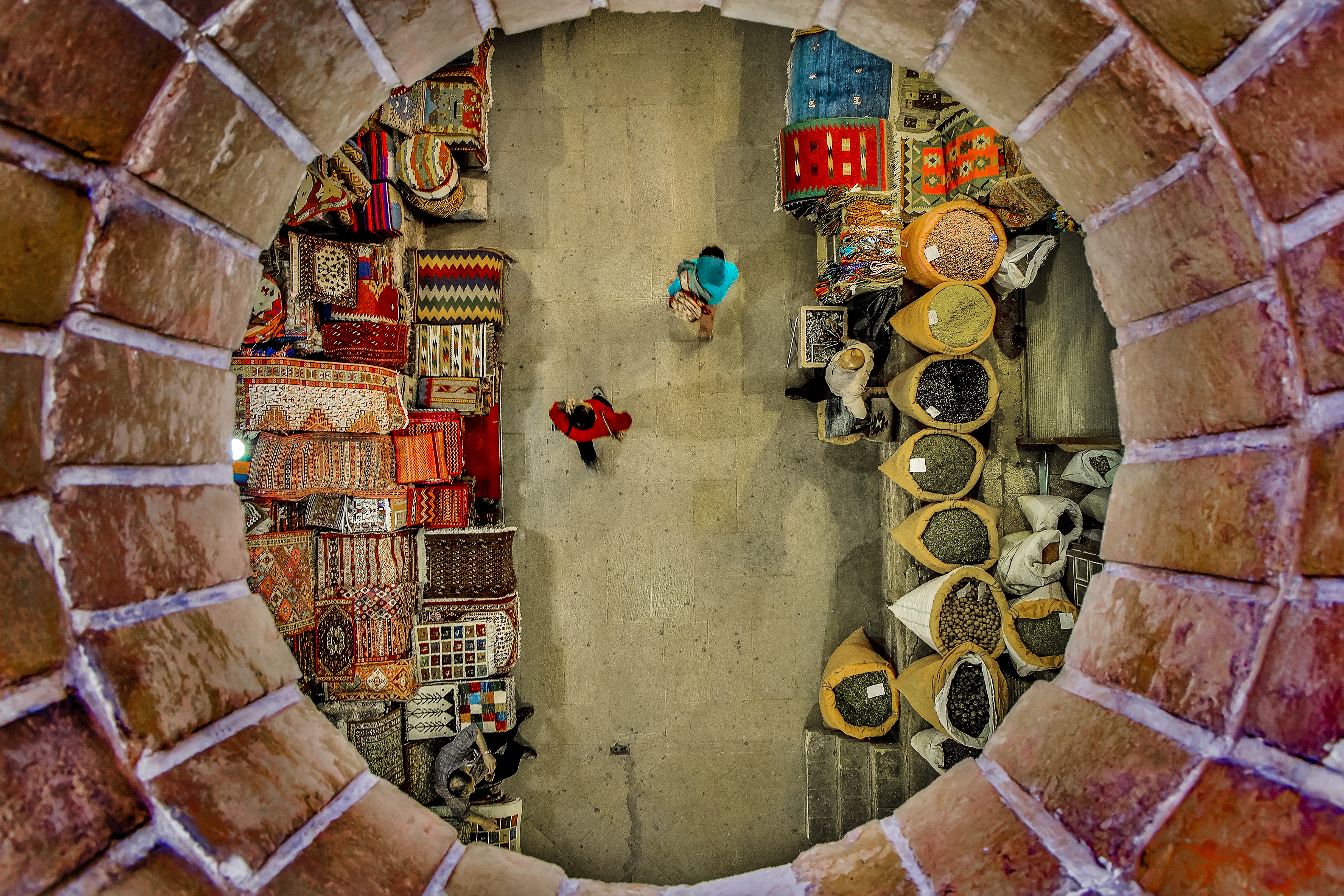
Vue plongeante sur le bazar de Vakil à travers une ouverture du toit. Mai 2017.